# نگپورنت
نگپورنت (به لاتین: Nieporęt) یک روستا در لهستان است که در گمینا نگپورنت واقع شده‌است. نگپورنت ۳٬۲۳۹ نفر جمعیت دارد.